# Lista de episódios de Peaky Blinders

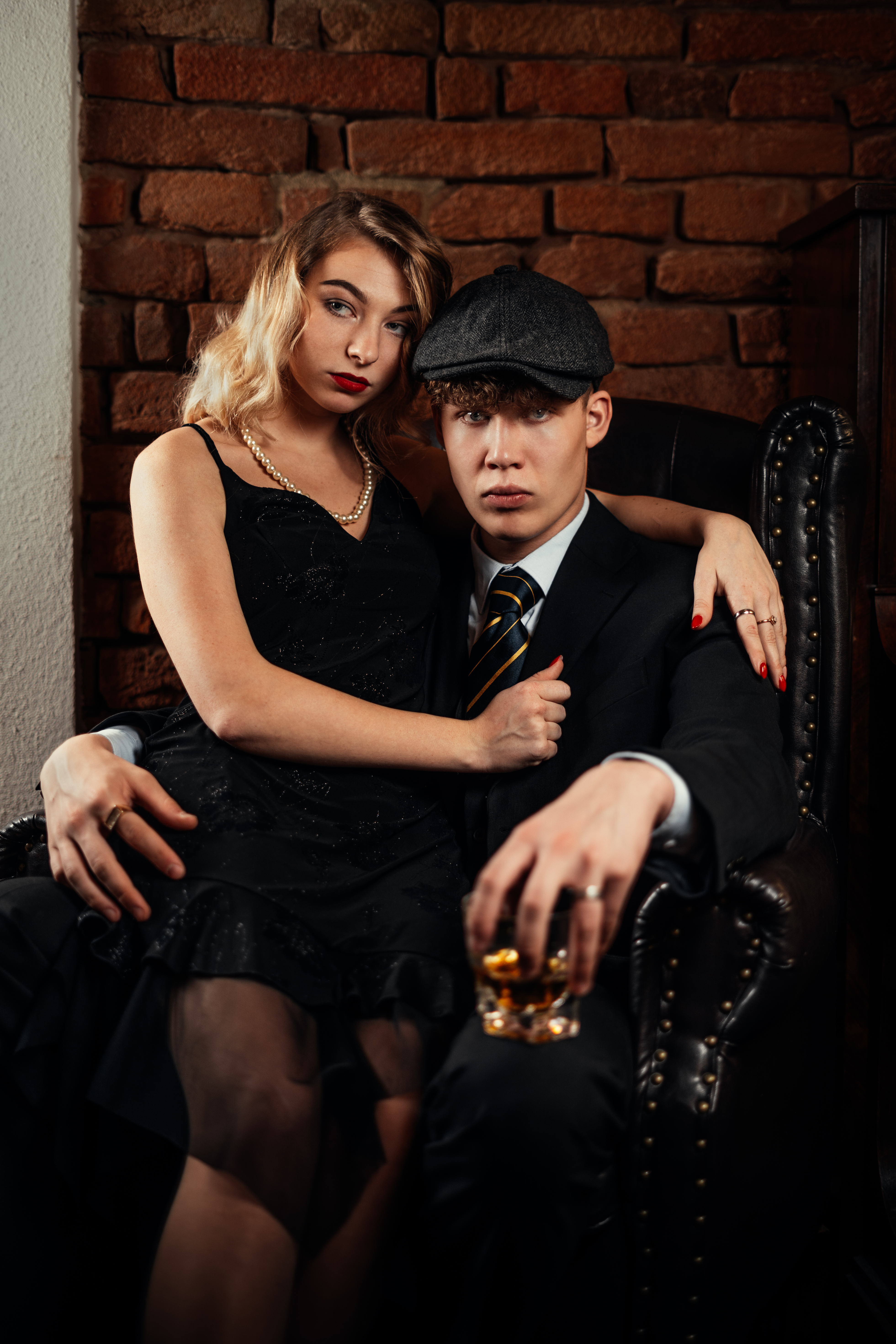
Logotipo da série Peaky Blinders

Peaky Blinders é uma série de televisão britânica exibida pelos canais da BBC desde 12 de setembro de 2013, baseada em um conto épico de uma família gângster ambientado em Birmingham, na Inglaterra, em 1919, logo após a Primeira Guerra Mundial. A família é notadamente conhecida por ter navalhas costuradas em seus chapéus, além de estar envolvida em um esquema ilegal de apostas em corridas de cavalos. Inspirada nos eventos e história da associação criminosa de Birmingham de mesmo nome, a série foi criada por Steven Knight e estrelada por Cillian Murphy, como Thomas Shelby, o líder da gangue familiar. A produção é da Caryn Mandabach Productions e da Tiger Aspect Productions.
A série teve, até o momento, cinco temporadas lançadas, cada uma contendo seis episódios. A primeira temporada da série foi exibida na BBC Two em 13 de setembro de 2013, a segunda estreou em 2 de outubro de 2014, a terceira em 5 de maio de 2016 e a quarta em 15 de novembro de 2017. A quinta temporada passou a ser exibida no canal principal da emissora, o BBC One, e estreou em 24 de agosto de 2019. Uma sexta - e uma possível sétima - temporada estão sendo gravadas pelo elenco, sem previsão futura de lançamento.
Além da exibição nos canais da BBC, Peaky Blinders também está disponível no serviço de streaming Netflix.  A audiência da série manteve-se estável nas três primeiras temporadas, com médias finais alternando entre 2,18 e 2,85 milhões de espectadores no Reino Unido. A quarta temporada possibilitou um crescimento para a média de 4,05, enquanto a quinta temporada destacou-se com média de 7,20, sendo o último episódio  desta temporada o recordista, com 7,30 milhões de espectadores. Esta popularidade da série fez a cidade de Birmingham tornar-se destino de turistas de todo o mundo após o lançamento da quinta temporada. A seguir, apresenta-se uma lista de episódios, listados em ordem de sua data de exibição original, junto com uma breve descrição do enredo.

## Visão geral
| Temporada | Temporada | Episódios | Episódios | Originalmente exibido   | Originalmente exibido  | Originalmente exibido | Média de espectadores no Reino Unido (milhões) |
| Temporada | Temporada | Episódios | Episódios | Estreia da temporada    | Final da temporada     | Emissora              | Média de espectadores no Reino Unido (milhões) |
| --------- | --------- | --------- | --------- | ----------------------- | ---------------------- | --------------------- | ---------------------------------------------- |
|           | 1         | 6         | 6         | 12 de setembro de 2013  | 17 de outubro de 2013  | BBC Two               | 2,38                                           |
|           | 2         | 6         | 6         | 2 de outubro de 2014    | 6 de novembro de 2014  | BBC Two               | 2,18                                           |
|           | 3         | 6         | 6         | 5 de maio de 2016       | 9 de junho de 2016     | BBC Two               | 2,85                                           |
|           | 4         | 6         | 6         | 15 de novembro de 2017  | 20 de dezembro de 2017 | BBC Two               | 4,05                                           |
|           | 5         | 6         | 6         | 25 de agosto de 2019    | 22 de setembro de 2019 | BBC One               | 7,20                                           |
|           | 6         | 6         | 6         | 27 de fevereiro de 2022 | 3 de abril de 2022     | BBC One               | 5,42                                           |

## Episódios
O título dos episódios se encontra traduzido conforme a versão em português brasileiro disponibilizada pela Netflix.

### 1ª temporada (2013)
| N.º na série | N.º na temp. | Título     | Dirigido por  | Escrito por                    | Exibição original      | Audiência no RU (milhões) |
| --- | ------------ | ---------- | ------------- | ------------------------------ | ---------------------- | ------------------------- |
| 1 | 1            | Episódio 1 | Otto Bathurst | Steven Knight                  | 12 de setembro de 2013 | 3,05                      |
| Em 1919, após a Grande Guerra, os Peaky Blinders, liderados por Thomas "Tommy" Shelby, se apropriam de uma remessa de armas da fábrica de armas local. Winston Churchill envia o inspetor Campbell a Birmingham para recuperar as armas. Campbell analisa o histórico de Tommy, o qual constata que ele foi um condecorado ex-sargento-mor. Tia Polly pede que Tommy devolva as armas, mas ele sente que pode usá-las a seu favor. Seu irmão Arthur não concorda com Tommy sobre forjar corridas de cavalos, acreditando que isso causará problemas com Billy Kimber, que comanda as corridas. O inspetor Campbell e seus homens capturam Arthur e o espancam enquanto perguntam sobre o roubo de armas. Campbell propõe que Arthur e sua turma trabalhem com ele para encontrar as armas. A irmã de Tommy, Ada, está envolvida com Freddie Thorne, um comunista. A garçonete Grace começa a trabalhar no bar. Sem o conhecimento dos Peaky Blinders, ela foi colocada em Birmingham pelo Inspetor Campbell para ajudar a encontrar as armas. Danny tem outro episódio de TEPT e mata um empresário italiano. Para evitar uma guerra com os italianos, Tommy concorda em matar Danny, com os italianos assistindo do outro lado do canal. No entanto, a morte de Danny é falsa e ele vai para Londres em uma missão especial.   |              |            |               |                                |                        |                           |
| 2 | 2            | Episódio 2 | Otto Bathurst | Steven Knight                  | 19 de setembro de 2013 | 2,45                      |
| Tommy, Arthur e John se encontram com os Lee para comprar um cavalo para a próxima corrida. Os Lees insultam os Peaky Blinders, uma briga começa e depois Tommy recebe uma bala com seu nome. A força especial de Campbell lança uma ofensiva surpresa, visando atacar a comunistas e procurando pelas armas. Freddie e Ada conseguem escapar, mas Freddie precisa deixar a cidade. Campbell confronta Polly e ataca todos os estabelecimentos Shelby. Em retaliação, Tommy consegue que um repórter escreva sobre um protesto contra a queima da foto do Rei, o que leva Churchill a pressionar Campbell. Tommy se encontra com Campbell e lhe dá um ultimato: se os Peaky Blinders forem deixados em paz, ele devolverá as armas; se o inspetor interferir em seus planos, Tommy enviará as armas para o IRA e arruinará o trabalho de Campbell em Belfast. Campbell concorda, mas depois instrui Grace a se aproximar de Tommy e encontrar a localização das armas. Polly percebe que Ada está grávida e conta a Tommy, que ameaça matar Freddie. No entanto, ele afirma mais tarde a Freddie que vai levar Ada embora; Em vez disso, Freddie pede Ada em casamento e decide ficar na cidade. Billy Kimber e seus homens enfrentam os Shelbys, mas Tommy os convence a unir forças na luta contra os Lee, seu inimigo comum. |              |            |               |                                |                        |                           |
| 3 | 3            | Episódio 3 | Otto Bathurst | Steven Knight                  | 26 de setembro de 2013 | 2,20                      |
| Ada e Freddie se casam, e Tia Polly envia dinheiro para eles saírem do país. Apesar dos esforços de Tommy para manter as armas em segredo, parece que as pessoas continuam descobrindo sobre elas, incluindo dois membros do IRA. Grace os ouve tentando chantagear Tommy e segue um deles, mas ele a ataca. Grace consegue atirar em seu agressor em legítima defesa. Tommy avisa Kimber que o pessoal da família Lee mais uma vez roubará os apostadores de Kimber nas corridas. Tommy traz Grace como seu par para corridas em Cheltenham na tentativa de distrair Kimber, bem como convencê-lo de que ele deve contratar os Blinders como seus seguranças. Kimber questiona se ele pode passar algum tempo sozinho com Grace, Tommy concorda. No último minuto, ele muda de ideia e afirma que Grace é na verdade uma prostituta com "gonorreia". Freddie decide que Tommy não vai assustá-lo e retorna. |              |            |               |                                |                        |                           |
| 4 | 4            | Episódio 4 | Tom Harper    | Steven Knight, Stephen Russell | 3 de outubro de 2013   | 2,31                      |
| Tommy torna seu negócio legítimo ao obter uma licença de apostas. Embora ele não confie muito nela e suspeite dela, Tommy contrata Grace como sua secretária. John reúne a família para contar que decidiu que seus quatro filhos precisam de uma mãe: ele decidiu que quer se casar com Lizzie, uma prostituta local. Tommy desaprova porque acha que Lizzie não desistiu de sua antiga profissão. Os Lee roubam o antro de jogo dos Shelbys como vingança para os Peaky Blinders, que protegeram os apostadores de Billy Kimber nas corridas. Tommy decide estabelecer uma trégua com a família Lee para que ele possa ter um aliado contra Billy Kimber e casa John com a filha de Lees, Esme, para consumar o acordo. Ada vai ao casamento, mas logo depois entra em trabalho de parto. Freddie vem ver o novo bebê, mas acaba preso quando reaparece. |              |            |               |                                |                        |                           |
| 5 | 5            | Episódio 5 | Tom Harper    | Steven Knight, Toby Finlay     | 10 de outubro de 2013  | 2,03                      |
| Acreditando que Tommy traiu Freddie, Ada não quer ver ou falar com sua família. Embora Arthur Sr. tenha abandonado a família há uma década, ele volta para a cidade. Tommy não quer nada com ele, mas Arthur Jr. acredita que ele mudou e quer fazer de tudo para ajudá-lo, inclusive financiar a abertura de hotéis na América. No entanto, Arthur Sr. sai com o dinheiro que Arthur Jr. deu a ele. Quando Arthur Jr. finalmente encontra seu pai, Arthur Sr. admite que nunca teve planos e sentiu que a família Shelby o devia. Um membro do IRA começa a perguntar sobre o homem que Grace matou. Grace e Tommy matam os outros membros do IRA. Agora apaixonada por Tommy, Grace diz ao inspetor Campbell que se ela lhe der a localização das armas, ele terá que deixar Tommy e sua família em paz. Ela suspeita que as armas estão enterradas em uma cova falsa depois de descobrir que Danny não está realmente morto, mas que está em Londres a negócios para a família Shelby. Grace entrega o local ao inspetor Campbell e renuncia ao serviço para a coroa. Como ela renunciou e as armas foram descobertas, com exceção de uma, o inspetor Campbell pede ela em casamento, mas Grace rejeita. |              |            |               |                                |                        |                           |
| 6 | 6            | Episódio 6 | Tom Harper    | Steven Knight                  | 17 de outubro de 2013  | 2,24                      |
| O inspetor Campbell sabe que Grace está com Tommy. No entanto, ele confirma a Winston Churchill que Grace deve receber alguns elogios por sua parte em encontrar as armas desaparecidas. Polly se encontra com Grace para revelar que ela conhece o segredo de Grace e que ela nunca a perdoará. Os Peaky Blinders, liderados por Danny, libertam Freddie da prisão. Tommy reúne os Peaky Blinders e os Lees para enfrentar os homens de Kimber nas pistas, mas Kimber pega os Shelbys desprevenidos e em número menor ao confrontá-los em Birmingham. Freddie ajuda os Peaky Blinders trazendo a metralhadora das armas roubadas, mas Ada pula no meio do tiroteio tentando trazer a paz. Kimber atira no Peaky Blinders, ferindo Tommy e matando Danny. Tommy, por sua vez, atira em Kimber. Tommy encontra Grace e ela diz que o ama e que vai passar alguns dias em Londres; ela tem uma ideia de como eles podem ficar juntos. Tommy escreve uma carta e joga uma moeda para decidir se ele irá com Grace. Enquanto isso acontece, Campbell confronta Grace na estação ferroviária e aponta sua pistola para ela. Conforme a cena desaparece, há o barulho de um tiro. |              |            |               |                                |                        |                           |

### 2ª temporada (2014)
| N.º na série | N.º na temp. | Título     | Dirigido por  | Escrito por   | Exibição original     | Audiência no RU (milhões) |
| --- | ------------ | ---------- | ------------- | ------------- | --------------------- | ------------------------- |
| 7 | 1            | Episódio 1 | Colm McCarthy | Steven Knight | 2 de outubro de 2014  | 2,31                      |
| Grace atira em Campbell, deixando-o deitado em seu próprio sangue. Dois anos depois, o Pub Garrison explode enquanto a família vai ao funeral de Freddie Thorne. Tommy tenta fazer com que Ada volte para casa, pois ele está planejando uma expansão para Londres. Tommy vai até o Black Lion para confrontar aqueles que ele acha que explodiram o Garrison. Em vez disso, ele é levado para se encontrar com o IRA e lhe solicitam para assassinar alguém - o que ele faz. Tommy é informado de que Campbell, agora um major, está voltando para Birmingham. A família Shelby tem uma reunião sobre a expansão do negócio de apostas, mas Polly e Esme, esposa de John, têm ressalvas. Mesmo assim, Tommy, Arthur e John decidem se familiarizar com a cena londrina e causam confusão no clube de Darby Sabini. Polly visita uma médium para obter informações sobre seus filhos que foram tirados dela, que Esme descobre antes de ser jurada de segredo por Polly. Tommy contrata Lizzie como sua secretária. Em retaliação por destruir o clube de Sabini, Sabini manda seus bandidos sequestrarem e tentarem estuprar Ada, bem como espancar Tommy até matá-lo. O major Campbell intervém antes que Sabini e seus homens possam acabar com ele. Campbell concorda com Winston Churchill que Tommy será útil para eles. |              |            |               |               |                       |                           |
| 8 | 2            | Episódio 2 | Colm McCarthy | Steven Knight | 9 de outubro de 2014  | 2,18                      |
| O Major Campbell visita Tommy no hospital e o ameaça com o conhecimento de que ele sabe sobre o assassinato que Tommy cometeu para o IRA, e claramente mantém Tommy sob vigilância há algum tempo. Tommy dá alta do hospital mais cedo e pega uma barcaça para Londres. Tommy se encontra com o cruel líder de gangue Alfie Solomons em Camden Town. Tommy tem dificuldade em convencer Alfie de que ele deve aliar-se aos Peaky Blinders contra Sabini. Tommy rastreia Ada e compra uma casa para ela como meio de lavagem de dinheiro. Ele também compra uma casa para Polly. Esme contou a Tommy sobre a tentativa de Polly rastrear seus filhos. Tommy diz a Polly que sua filha está morta, mas que ele conseguiu identificar seu filho. Infelizmente, devido à lei, Polly não pode rastrear seu filho até que ele complete 18 anos. Os flashbacks de Arthur da guerra estão piorando, e durante um deles, ele mata um menino durante o sparring. Ele começa a usar cocaína para se automedicar. Após a reabertura do Garrison, o filho de Polly, Michael aparece na porta dele. |              |            |               |               |                       |                           |
| 9 | 3            | Episódio 3 | Colm McCarthy | Steven Knight | 16 de outubro de 2014 | 2,20                      |
| Os irmãos Shelby contratam Digbeth Kid, um garoto da vizinhança que adora filmes de cowboy, para defender o negócio e ajudar os policiais locais a cumprir sua cota de prisão. Enquanto está na prisão, os capangas de Sabini matam a Digbeth Kid para se vingar dos Peaky Blinders por sua intrusão em seu território. Polly e Michael tentam se conhecer. Tommy e John se encontram com Billy, dos Black Country Boys, que lutou com eles na guerra. Tommy diz a Billy para reunir seus homens para que eles trabalhem em Camden Town para Alfie Solomons. Arthur é ameaçado pela mãe do menino que matou. Tommy diz ao Major Campbell que os policiais pregaram uma peça nele e o alojaram em uma casa que pertence a uma ex-prostituta. Os irmãos Shelby e Michael vão a um leilão para comprar um cavalo e conhecem a treinadora de cavalos May Carleton. |              |            |               |               |                       |                           |
| 10 | 4            | Episódio 4 | Colm McCarthy | Steven Knight | 23 de outubro de 2014 | 2,06                      |
| Tommy se encontra com seus treinadores irlandeses e descobre que eles são apoiados pelo Major Campbell e pela Coroa. Eles tentam outro golpe, mas Tommy recusa. Arthur e os meninos atacam um dos clubes de Sabini. Michael pede que Tommy lhe dê um emprego. Tommy contrata May Carleton para treinar seu cavalo. Tommy quer exportar uísque para a América e Canadá, o que até então era proibido. O vício de cocaína de Arthur está começando a ficar fora de controle e Tommy diz a ele para se endireitar. Tommy visita Ada e descobre que ela tem um inquilino chamado James. James é um artista, mas Ada explica a Tommy que ele não se interessa por mulheres. Tommy diz a Ada que montou um fundo fiduciário para os filhos de John e o filho dela, Karl. Alfie Solomons e Darby Sabini se encontram e acertam suas diferenças. Michael e seu novo amigo Isaiah, filho de Jeremiah Jesus, tentam beber em um bar, mas brigam porque os atendentes do bar não querem um negro bebendo ali. Michael e Isaiah voltam para a Garrison, mas quando John e Arthur descobrem que o nome Shelby foi desrespeitado, eles queimam o bar. Tommy liga para Grace em Londres, mas desliga imediatamente sem dizer nada quando um homem atende.                                                                                     |              |            |               |               |                       |                           |
| 11 | 5            | Episódio 5 | Colm McCarthy | Steven Knight | 30 de outubro de 2014 | 2,10                      |
| Alfie Solomons organiza um Seder de Pessach e convida Arthur e alguns de seus homens; que logo são igualmente massacrados e mandam Arthur para a prisão. O major Campbell também prende a Michael. Sabini e o seu braço-direito Mario retomam o controle do Eden Club. Tommy encontra seu império incipiente desmoronando diante dele, enquanto sua base de poder em Londres é destruída. Tommy luta para salvar sua família e recuperar a vantagem, já que a tentativa de aliança Black Country/Brum está ruindo após a morte prematura de Billy Kitchen. Tommy complica ainda mais sua vida amorosa ao acompanhar o retorno de Grace a um encontro apaixonado, embora ainda atraia May, que já havia expressado seus sentimentos por ele. Tendo dormido com Tommy, Grace admite estar em Londres com seu marido para obter tratamento de fertilidade. Campbell força Polly a fazer sexo com ele, em troca da liberdade de Michael. Tommy tenta terminar seu relacionamento amoroso com May, embora ainda queira que ela continue treinando seu cavalo. |              |            |               |               |                       |                           |
| 12 | 6            | Episódio 6 | Colm McCarthy | Steven Knight | 6 de novembro de 2014 | 2,24                      |
| Tommy decide resolver todos os seus assuntos caso tenha uma morte prematura. Ele também se encontra com Alfie Solomons sobre contratos comerciais. Alfie tira Arthur da prisão. O Derby Day chega, e Polly tenta pagar Michael para fazê-lo sair. Tommy reúne os Peaky Blinders e lhes dá sua missão nas corridas. Sem disparar um tiro, eles devem coletar e queimar as licenças dos corretores de apostas do Derby Sabini e roubar as apostas. Tommy encontra Grace, que o informa que está grávida. Tommy diz a ela depois da corrida, eles vão conversar. Tommy completa sua missão para Major Campbell, mas às custas de Lizzie. Os homens do Major Campbell da Irlanda do Norte, membros dos Força Voluntária do Ulster, sequestram Tommy e o levam para um campo vazio enquanto Tia Polly se encontra com o Major Campbell e atira nele. Tommy recebe uma mensagem de Winston Churchill prometendo um contato futuro. Michael decide que quer entrar nos negócios da família. |              |            |               |               |                       |                           |

### 3ª temporada (2016)
| N.º na série | N.º na temp. | Título     | Dirigido por | Escrito por   | Exibição original  | Audiência no RU (milhões) |
| --- | ------------ | ---------- | ------------ | ------------- | ------------------ | ------------------------- |
| 13 | 1            | Episódio 1 | Tim Mielants | Steven Knight | 5 de maio de 2016  | 3,46                      |
| Dois anos depois, em 1924, Tommy Shelby e Grace Burgess se casam. A família Shelby e seus parentes foram convidados, assim como a família de Grace. Composto por cavaleiros, membros irlandeses do Exército Britânico, a família de Grace desanima a família Shelby, devido à chegada tardia da cavalaria ao campo de batalha durante a guerra. Os Peaky Blinders têm uma reunião na cozinha, onde Tommy, em estado de estresse, ordena que os homens se comportem da melhor maneira. Enquanto isso, um refugiado da Rússia, chamado Anton Kaledin, faz contato com os Peaky Blinders, oferecendo o código "Constantine" como confirmação do encontro de troca com a jovem duquesa Tatiana Petrovna. Tommy informa que Kaledin forneceu o codinome errado, o que significa que o homem deve ser morto. Arthur confia em Tommy, não querendo fazer o trabalho que eles devem realizar, mas Tommy diz que eles não têm escolha, ou Tommy será enforcado. No final, Arthur mata o impostor. |              |            |              |               |                    |                           |
| 14 | 2            | Episódio 2 | Tim Mielants | Steven Knight | 12 de maio de 2016 | 2,93                      |
| Tommy inspeciona veículos blindados para um acordo comercial com o padre Hughes. Ele se encontra com o Sr. Romanov, que o paga por assassinar Kaledin com uma safira. Vicente Changretta se encontra com Arthur e John para exigir uma explicação sobre o incêndio do restaurante de seu filho Angel. John ameaça Vicente e mais tarde bate em Angel quando Vicente publicamente jura matá-lo. Durante uma reunião da família Shelby, Tommy fica do lado de John. Mais tarde, ele é levado pela Scotland Yard para uma cela de prisão, onde é saudado pelo padre Hughes. Hughes ameaça matar Charlie se Tommy visitar Ada novamente, devido às suas conexões comunistas e afirma que ele tem fácil acesso à família de Tommy. Tommy mais tarde encontra um cartão sob o travesseiro de seu filho, onde se lê "Charles Shelby - R.I.P.". Grace usa a safira, que Tommy deu a ela, no jantar da Shelby Charity Foundation. O padre Hughes e Patrick Jarvis informam a Tommy que os russos querem inspecionar os veículos. Tatiana conta a Tommy que a safira que Grace está usando foi amaldiçoada por um cigano. Tommy tenta convencer Grace a tirar o colar quando um homem grita "Por Angel!" e atira em Grace na parte superior do peito. Arthur, John e Finn espancam o homem até a morte enquanto Tommy grita por uma ambulância.                                      |              |            |              |               |                    |                           |
| 15 | 3            | Episódio 3 | Tim Mielants | Steven Knight | 19 de maio de 2016 | 2,70                      |
| Após o funeral de Grace, Tommy se encontra com Polly e Michael para lhes dar uma lista de coisas a fazer em seu negócio "legítimo". Depois, ele ordena que Arthur e John recuperem Vicente Changretta vivo e atirem na esposa de Changretta, mas eles relutam em matá-la. Durante uma reunião de família, os Shelbys percebem que Tommy foi embora, deixando um bilhete de que ele irá embora por alguns dias. Tommy viaja para o País de Gales com o colar de safira, onde se encontra com uma cigana, a quem pergunta se o colar está amaldiçoado. Ele volta para casa com algum senso de normalidade tendo deixado o colar com a mulher. Arthur e John conseguiram raptar a Changretta, que Tommy ameaça torturar, mas Arthur atira na cabeça dele como um ato de misericórdia. Seguindo sua ajuda para encontrar o informante soviético na Liga Econômica, Tommy convida Ada para chefiar o futuro escritório da família na América. Ele então interrompe uma refeição oferecida pela grã-duquesa Izabella Petrovna para alertá-la secretamente sobre as informações que obteve. Tatiana acompanha Tommy em seu carro; ele diz a ela que Hughes está traindo os soviéticos e se oferece para matá-lo de graça. |              |            |              |               |                    |                           |
| 16 | 4            | Episódio 4 | Tim Mielants | Steven Knight | 26 de maio de 2016 | 2,67                      |
| Páscoa de 1924. Os Shelbys recebem a notícia de que seu pai morreu e Tommy anuncia o plano aos irmãos: eles serão contratados para fornecer aos russos armas roubadas de um trem para uma rebelião e, por sua vez, serão pagos em joias, mas, acreditando que os russos vão traí-lo, Tommy planeja invadir o cofre deles. Linda diz a Arthur que está grávida e quer que ele saia dos negócios da família, o que ele concorda em fazer depois que o trabalho com os russos terminar. Sua imprecisão irrita Linda, que exige uma atitude mais incisiva de Arthur para que possam se mudar para a América juntos. Polly vai à igreja bêbada e durante a confissão ela inadvertidamente revela o plano de Tommy de assassinar o padre Hughes ao padre local, que conta ao padre Hughes sobre isso. Sabendo que ele é o alvo, Hughes frustra o atentado de Tommy contra sua vida e o observa sendo gravemente ferido por seus acompanhantes. Ele humilha Tommy ao ameaçar sequestrar Charlie e faz Tommy se desculpar por acusá-lo injustamente na frente de Tatiana e sua família no Ritz. Tommy mais tarde se encontra com um representante da embaixada soviética e diz que o padre Hughes está tramando contra os soviéticos. Ele então desmaia devido a uma grave lesão craniana.                                                                                         |              |            |              |               |                    |                           |
| 17 | 5            | Episódio 5 | Tim Mielants | Steven Knight | 2 de junho de 2016 | 2,65                      |
| Três meses depois, Tommy se recupera e o assalto maciço planejado envolvendo os russos está se aproximando. Tommy convoca o velho antagonista dos Peaky Blinders, Alfie Solomons, para avaliar as joias russas, arruinando seu plano de dar falsificações a Tommy. Os Peaky Blinders começam a abrir um túnel sob sua mansão. Tommy faz um acordo com os soviéticos para garantir que as armas no trem sejam inúteis, negando a necessidade de explodir o trem e sabotando o plano de plantar evidências no local da explosão incriminando a URSS, causando um incidente internacional que iria levar a Grã-Bretanha a cortar relações diplomáticas com a Rússia. Ada ingressa oficialmente na empresa Shelby quando lhe é oferecida uma vaga em seu novo escritório em Boston. Depois de revelar anteriormente que foi abusado por Hughes, Michael revela que ele também deseja matar o padre, mas Polly diz a Tommy que ela colocará o negócio de joelhos se seu filho for o assassino. Polly finalmente vê seu retrato, após o qual Ruben e ela levam seu relacionamento para o próximo nível. |              |            |              |               |                    |                           |
| 18 | 6            | Episódio 6 | Tim Mielants | Steven Knight | 9 de junho de 2016 | 2,71                      |
| O filho de Tommy, Charlie, é sequestrado. Padre Hughes revela a Tommy que ele sabe sobre seu subterfúgio. Ele exige as joias como pagamento e para o próprio Tommy explodir o trem, que deve matar seis pessoas, em troca do retorno seguro de seu filho. Tommy concorda incondicionalmente. Depois de alguma investigação, ele descobre que Alfie Solomons divulgou os planos ao Padre Hughes. Durante um confronto, Michael mata o associado de Alfie, mas Michael convence Tommy a não matar Alfie. Tommy descobre onde Charlie está preso e envia Michael para resgatá-lo e matar o padre Hughes. Ao mesmo tempo, Arthur e John partem para realizar o ataque ao trem, caso Michael não pudesse resgatar Charlie a tempo. Mesmo que Michael tenha sucesso, a notícia não chega aos Shelbys a tempo, e o trem explode. Enquanto isso, Tommy freneticamente completa a escavação ao túnel e explode o cofre russo, roubando várias joias e um valioso ovo Fabergé. Com seu filho a salvo, ele se encontra com a grã-duquesa Tatiana, que esteve envolvida no roubo de joias o tempo todo, e planeja levar sua parte para Viena. Tommy volta para casa para distribuir o saque restante para seus cúmplices, mas no final da reunião anuncia que a polícia está na residência para prender a todos. O resto dos Peaky Blinders e da família Shelby são levados algemados. |              |            |              |               |                    |                           |

### 4ª temporada (2017)
| N.º na série | N.º na temp. | Título                          | Dirigido por  | Escrito por   | Exibição original      | Audiência no RU (milhões) |
| --- | ------------ | ------------------------------- | ------------- | ------------- | ---------------------- | ------------------------- |
| 19 | 1            | "A forca"                       | David Caffrey | Steven Knight | 15 de novembro de 2017 | 4,12                      |
| Enquanto Arthur, John, Michael e Polly se preparam para serem enforcados por seus crimes, o alívio de Tommy chega bem a tempo de salvar suas vidas. Um ano depois, a família Shelby está dispersa e afastada uma da outra. Ada volta de Boston para o Natal e visita cada um deles: John e Esme continuam sua relação de sexo e discussões, Arthur permanece sufocado pelo olhar atento de Linda, Michael usa cocaína para manter o controle dos negócios e Polly caiu em um alcoolismo e alimentou o vício, tomando comprimidos prescritos para reprimir suas visões de espíritos. Tommy aconselha Michael a descartar a medicação de Polly e ajudá-la em sua doença mental sem eles. Cada um dos Shelbys recebe uma carta de Luca Changretta, uma mão negra da máfia siciliana da cidade de Nova Iorque, marcando-o para a morte em retribuição pelo assassinato de Angel e Vincente. Tommy e Ada tentam convencer os outros a se encontrarem no Boxing Day, acreditando que estarão mais seguros se voltarem juntos. No entanto, quando Tommy descobre e mata um agente da máfia entre sua equipe, ele percebe que as tentativas de assassinato acontecerão no dia de Natal e avisa o resto da família. Michael vai buscar John e Esme, com quem Tommy não consegue entrar em contato. Uma carroça para John e Michael são crivados por uma saraivada de balas. |              |                                 |               |               |                        |                           |
| 20 | 2            | "Bárbaros"                      | David Caffrey | Steven Knight | 22 de novembro de 2017 | 3,86                      |
| Michael sobrevive aos ferimentos, mas John é morto. Após sua morte, Tommy e o resto da família Shelby concordam em colocar suas diferenças de lado enquanto lidam com a ameaça da máfia. Tommy sugere entrar em contato com Aberama Gold, um assassino de aluguel, algo que Polly é fortemente contra. Desobedecendo às suas ordens, Tommy usa o funeral de John para atrair Gold para que eles possam fazer um acordo provisório. Enfurecida, Polly tenta fazer Michael fugir com ela para a Austrália, mas ele se recusa até que ela ajude a família em sua situação atual, algo que ela relutantemente concorda em fazer. Linda descobre que Ada está sendo investigada pelo governo por causa de seu casamento com um comunista, mas não passa a mensagem adiante. Gold concorda em lutar pelos Shelbys se eles ajudarem seu filho Bonnie. Depois de vê-lo nocautear um homem muito maior do que ele, Tommy e Arthur o colocam no Peaky Blinders. Jessie reúne a força de trabalho de Tommy e convence toda a fábrica a entrar em greve. Changretta visita Tommy e coloca várias balas na mesa, afirmando que cada uma é para um membro da família Shelby. Ele planeja manter Tommy vivo até que o resto esteja morto, mas insiste que sua vingança seja honrosa, com Tommy concordando em não envolver a polícia ou a morte de crianças ou civis. |              |                                 |               |               |                        |                           |
| 21 | 3            | "Questão de segurança nacional" | David Caffrey | Steven Knight | 29 de novembro de 2017 | 3,96                      |
| Os italianos lançam outro ataque aos Peaky Blinders. Tommy percebe que os Shelbys precisam evoluir para sobreviver, mas alguns membros da família relutam em abandonar a tradição. Enquanto a greve toma conta da fábrica de Lanchester, Tommy faz uma visita pessoal a Jessie Eden, mas ele fica abalado quando ela revela algo que sabe sobre seu passado, ao mencionar um relacionamento anterior à Primeira Guerra Mundial. Changretta planeja continuar a vingança da maneira mais devastadora possível. Além de identificar um inimigo da família Shelby que poderia ajudá-lo, a mãe do boxeador morto em um ataque de fúria por Arthur, Luca faz contato direto com alguém no centro da organização Peaky Blinders. |              |                                 |               |               |                        |                           |
| 22 | 4            | "Perigo à vista"                | David Caffrey | Steven Knight | 6 de dezembro de 2017  | 3,87                      |
| Os Peaky Blinders são atraídos pelos italianos para uma perseguição nas ruas de Birmingham, onde fica claro que os italianos estão derrotados. Preso em Small Heath, Tommy tenta se consolar com a visita de uma antiga paixão, mas logo fica claro que ele nem sempre consegue o que deseja. Com sua fábrica ociosa, Tommy enfrenta a possibilidade de os comunistas ganharem e ele será considerado um traidor de sua classe. Enquanto isso, Changretta se prepara para lançar outra armadilha. |              |                                 |               |               |                        |                           |
| 23 | 5            | "À revolução!"                  | David Caffrey | Steven Knight | 13 de dezembro de 2017 | 4,06                      |
| Thomas Shelby descobre que Polly e Michael o traíram, mas vai para a reunião que Polly marcou para ele e se encontra em uma batalha sangrenta com Luca Changretta e sua gangue. Thomas se prepara para a batalha com antecedência e consegue matar sozinho três membros da gangue de Luca antes de ficar cara a cara com Luca, no entanto, a polícia chega e termina o confronto. A família se reúne para descobrir o que aconteceu, e Tommy explica em detalhes, mas não conta à família sobre a traição de Michael. Lizzie Stark tem notícias ainda melhores para dar. Polly Shelby compartilha momentos românticos com Aberama Gold no meio de uma floresta. Enquanto isso, um coronel do exército faz perguntas para Ada Shelby sobre seu passado como comunista, e Jessie Eden confirma o quão longe está preparada para ir em busca de sua causa. E sentindo uma oportunidade de capitalizar sobre sua situação, Luca Changretta vai a Londres para apresentar um plano a Alfie Solomons. |              |                                 |               |               |                        |                           |
| 24 | 6            | "À paz!"                        | David Caffrey | Steven Knight | 20 de dezembro de 2017 | 4,44                      |
| Com o ringue montado para a luta de boxe entre Bonnie Gold e Goliath, Tommy recebe a visita de Alfie. As meninas Shelby se encontram para discutir a gravidez de Lizzie. Tommy assiste ao jogo ao lado do ringue com Arthur, que desconfia dos seguranças de Goliath. Quando um dos seguranças sai da arena, Arthur o segue e o ataca, e parece ser ferido fatalmente na luta que se segue. No funeral de Arthur, a viúva Changretta se aproxima com uma bandeira branca. Mais tarde, na casa da família, ela revela que a vingança acabará se Tommy entregar todos os seus bens a Luca Changretta. Luca e seus homens se encontram com os Shelbys restantes na destilaria do porão de Tommy para Tommy entregar seus pertences. Tommy revela a Luca que ele enviou Michael para a América para negociar com outros mafiosos americanos e faz os homens de Luca se virarem contra ele. Percebendo que foi enganado, Luca ataca Tommy e uma luta começa. Como Tommy está levando a melhor, Arthur entra na destilaria e atira em Luca para matá-lo. É revelado que Tommy fez Arthur fingiu sua morte para atrair Luca para a armadilha. Os Shelbys comemoram o fim da vingança na propriedade rural de Tommy, e é anunciado que Tommy vai tirar férias do negócio. Tommy confronta Alfie por sua traição, que revela que fez isso sabendo que Tommy iria rastreá-lo e matá-lo, e que ele tem câncer. Tommy então atira em Alfie e começa a tirar suas férias. No entanto, quando o tédio da pesca e do golfe se instala, o estresse pós-traumático de Tommy volta, e ele retorna para Small Heath. Tommy retorna à Shelby Company, Ltda, e entra em contato com Jessie para avisá-la de que deseja ajudá-la e, assim, obtém o nome de seus contatos no Partido Comunista. Ele leva essa informação à Coroa para garantir um endosso para sua campanha para Membro do Parlamento, uma eleição que Tommy vence. |              |                                 |               |               |                        |                           |

### 5ª temporada (2019)
| N.º na série | N.º na temp. | Título                      | Dirigido por  | Escrito por   | Exibição original      | Audiência no RU (milhões) |
| --- | ------------ | --------------------------- | ------------- | ------------- | ---------------------- | ------------------------- |
| 25 | 1            | "Catástrofe na terça-feira" | Anthony Byrne | Steven Knight | 25 de agosto de 2019   | 7,41                      |
| O episódio começa em 29 de outubro de 1929. Tommy vai até uma cabine telefônica em Lickey Hills onde, ao telefone, Arthur lê uma carta dos "Anjos da Retribuição" que afirma que eles nunca ouviram falar dos Peaky Blinders e, portanto, não têm medo de seus ameaças. Tommy envia Aberama e Isaiah para mandar uma mensagem a eles e diz a Finn para ficar de fora. Finn contraria e com o desejo de provar seu valor se junta a eles, e durante um tiroteio leva um tiro no braço. Enquanto isso, Michael, que dirige a empresa Shelby nos Estados Unidos, recebe uma mensagem de que a Wall Street quebrou e parte para Birmingham com sua namorada Gina. Tommy recebe a notícia de Arthur sobre a queda do mercado de ações e fica furioso ao saber que Michael não vendeu as ações mesmo depois de ser instruído a fazê-lo. Tommy convoca uma reunião do conselho onde fica claro que Linda está furiosa com o fato de Tommy ter nomeado Arthur o presidente da empresa para que ele pudesse manter uma imagem limpa e deixar que outros fizessem seu trabalho sujo. Mais tarde, os Shelbys têm uma reunião de família no pub Garrison, onde Tommy revela que Aberama e Isaiah foram enviados para matar um cafetão que estava chantageando um membro sênior da Câmara dos Lordes. Durante a reunião, Polly conta à família que Ada está grávida. Na Câmara dos Comuns, Tommy encontra Oswald Mosley e mais tarde ameaça Lorde Suckerby, o Senhor que encarregou Shelby de matar o cafetão para proteger sua reputação, por pagar o valor total do contrato. Levitt conduz uma entrevista com Tommy e lhe faz perguntas sobre seu passado com o objetivo de prejudicar sua imagem como parlamentar, mas Tommy o supera com informações pessoais e confidenciais que possui sobre ele. No final do episódio, o Sr. Levitt é morto por dois membros dos Peaky Blinders enviados por Tommy. |              |                             |               |               |                        |                           |
| 26 | 2            | "Gatos pretos"              | Anthony Byrne | Steven Knight | 26 de agosto de 2019   | 7,22                      |
| Tommy acorda e vê um espantalho em sua fazenda vestido como ele. Confuso e zangado, ele se aproxima do espantalho onde encontra uma nota e rapidamente descobre que está parado no meio de minas terrestres. Com cuidado, ele faz seu caminho pelo campo, salvando seu filho Charlie no processo e atirando furiosamente nas minas e no espantalho. Em sua mansão, Tommy recebe uma ligação do Capitão Swing, que o informa que ela capturou Michael dos homens que supostamente querem matar Tommy e pergunta se deve poupá-lo ou matá-lo; conforme o pedido de Tommy, Michael sai livre. No Garrison, Arthur e Tommy avisam Finn para não se envolver com armas e Tommy diz a Arthur que ele não dorme porque sonha que alguém quer sua coroa e que pode ser Michael. Polly e Arthur vão para a estação para receber Michael, onde ele apresenta sua nova esposa Gina Gray. Polly diz a Michael que ele não voltará para casa até que conte a verdade sobre o que aconteceu no cais e consiga uma suíte para ele. Tommy e Ada se encontram com o Sr. Mosley, onde Tommy diz ao Sr. Mosley que Ada (conselheira político de Tommy) desaconselhou encontrá-lo, pois ele parece estar se movendo na direção do fascismo. No Garrison, Tommy conta a Polly sobre seu sonho com gato preto, o que indica que há um traidor por perto. Michael conta o seu lado da história que queria uma testemunha para o seu casamento com Gina e encontrou um comissário, cujos amigos no cais subiram a bordo e começaram a falar com Michael sobre Tommy ter uma bala em seu nome e foi quando IRA o pegou e disse que os homens com quem ele estava falando eram Billy Boys. Enquanto isso, em uma floresta, os Billy Boys atira em Aberama no ombro e matam seu filho Bonnie após crucificá-lo. Aberama ferido vai para a casa de Tommy com Johnny Dogs, que ele supõe ser o traidor, já que somente ele e os membros dos Lee sabiam onde se refugiava. Enfurecida, Lizzie sai com uma arma e Tommy a acalma. |              |                             |               |               |                        |                           |
| 27 | 3            | "Estratégia"                | Anthony Byrne | Steven Knight | 1 de setembro de 2019  | 7,18                      |
| Tommy e Polly dirigem-se a um orfanato católico para encerrar o financiamento depois de receber relatos sombrios de violência contra crianças que levaram a um suicídio por enforcamento. Aberama Gold, enquanto se recuperava no hospital, é levado para um acampamento cigano por Polly e parte para a Escócia para travar uma guerra contra os Billy Boys em vingança pela morte de Bonnie, levando Tommy a enviar Arthur e Johnny Dogs até lá para resgatar a Gold. Arthur, caindo cada vez mais em decadência devido ao uso de álcool e cocaína, concorda em ir para a Escócia em troca do paradeiro de um dos amigos de Linda, a quem ele acaba batendo, cegando e desfigurando quando não consegue descobrir o paradeiro de Linda. A própria Linda deseja se divorciar de Arthur, mas Lizzie a desencoraja. Michael continua recebendo ordens degradantes como punição por perder a fortuna de Tommy na quebra da Bolsa e seu suposto alinhamento com o Capitão Swing, quase chegando a um ponto de ruptura. Apesar de Ada tentar influenciar o contrário, Gina insiste em partir com Michael de volta para Nova Iorque para que eles possam ter seu filho, e tenta convencer Polly a ir junto. Mosley, em uma reunião com Tommy, Arthur e Michael, utiliza seu poder de reter as investigações do assassinato do Sr. Levitt para coagir Tommy a ingressar na União Britânica de Fascistas que logo será criada. Tommy relutantemente concorda em se infiltrar em sua organização e se tornar um informante. |              |                             |               |               |                        |                           |
| 28 | 4            | "O ciclo"                   | Anthony Byrne | Steven Knight | 8 de setembro de 2019  | 7,28                      |
| Tommy e Arthur se encontram com Chang, um empresário da Tríade Chinesa que usa uma assassina que se faz passar por prostituta para manter Finn sob a mira de uma arma, para discutir um lucrativo carregamento de ópio, cujo valor é prometido para compensar as perdas na quebra da Bolsa. Tommy se encontra com Jimmy McCavern para estabelecer uma trégua, especialmente devido à sua conexão mútua com Oswald Mosley, e usa isso para testar o carregamento de ópio. Para manter a trégua, Tommy força Aberama Gold a suspender sua busca por vingança, oferecendo um casamento a Polly em troca. Oswald, em um encontro com Tommy, confessa que conhece o passado de Lizzie como prostituta e, em resposta, Tommy diz a Oswald que está ciente dos casos deste último com sua cunhada e a madrasta de sua esposa. Tommy, apesar de tentar manter sua posição na Câmara dos Comuns e seu acordo com Mosley, continua alucinando sobre Grace, a ponto de quase cometer suicídio, como ele confessa a Ada, que por sua vez sugere que ele próprio parece de consumir o ópio. Em uma movimentada exibição privada do Lago dos Cisnes na propriedade de Tommy, da qual Mosley comparece, Gold propõe casamento a Polly, que aceita; Michael diz a Gina que assumirá o negócio de ópio de Shelby e, seduzido pela quantidade de dinheiro que ganharão, Gina aceita; Arthur é confrontado por Linda, que tenta atirar nele em retaliação por Arthur ter desfigurado sua amiga, mas é baleada por Polly. |              |                             |               |               |                        |                           |
| 29 | 5            | "A surpresa"                | Anthony Byrne | Steven Knight | 15 de setembro de 2019 | 6,79                      |
| Tommy, Polly e Arthur cuidam do ferimento à bala de Linda e, quando ela se recupera, ela abandona Arthur. Mosley usa o palco no final do Lago dos Cisnes para fazer um discurso apaixonado sobre o advento do movimento fascista na Grã-Bretanha, que todos os Shelbys testemunham, em particular seu sentimento antissemitista. Tommy tenta entregar informações e evidências a um hesitante Ben Younger, que o informa que o governo, o Ministério da Defesa e a Seção D apoiam Mosley, pois acreditam que ele seja um baluarte contra uma possível insurgência comunista. Ao sair com as evidências, Ben é morto por uma bomba em seu carro que também mata uma criança jogando futebol na rua. Tommy informa Ada sobre a morte de Ben, que por sua vez revela que Ben não sabia da gravidez de Ada com seu filho. Arthur, Charlie, Curly, Aberama Gold e Isaiah vão ao encontro de Chang e carregam o ópio em seu barco, mas são atacados na chegada por assaltantes desconhecidos que tomam conhecimento do acordo de Chang com Tommy. Tommy se encontra com Barney, um velho camarada da Grande Guerra e o ajuda a escapar do manicômio em que está preso, em troca do assassinato de Mosley. |              |                             |               |               |                        |                           |
| 30 | 6            | "Sr. Jones"                 | Anthony Byrne | Steven Knight | 22 de setembro de 2019 | 7,30                      |
| Tommy é chamado na Câmara dos Comuns por Winston Churchill, que pergunta a Tommy sobre sua afiliação com o partido fascista, que Tommy informa que é uma infiltração. Na reunião de família, Michael e Gina tentam propor uma reestruturação total da empresa de Shelby, que Tommy repreende e Michael declara rebelião aberta, sendo expulso da família Shelby. Tia Polly mais tarde se demite da empresa. Na Garrison, Tommy e Arthur executam Mickey, o barman, depois que é descoberto que foi ele quem informou sobre o encontro de Ben Younger com Tommy antes de sua morte, bem como sobre a emboscada de Arthur em Londres. Tommy então viaja para Margate para pedir ajuda a Alfie Solomons, para encenar um motim no comício de Mosley como um disfarce para o assassinato. Finn acidentalmente divulga o plano de assassinato para Billy Grade, que faz uma ligação mesmo recebendo um suborno por seu silêncio. No comício, Tommy salva Jessie de ser presa enquanto os comunistas tentam protestar. O plano de assassinar a Mosley falha, pois Barney é executado por uma pessoa desconhecida com uma pistola silenciadora, e Aberama Gold é morto quando tenta matar Jimmy McCavern. O discurso de Mosley é um sucesso, já que Tommy desiste do seu plano. No dia seguinte, no meio da névoa matinal, seu tormento pelos acontecimentos da noite anterior e a aparição de Grace levam Tommy ao limite, gritando enquanto mantém uma pistola apontada para sua cabeça, com a intenção de cometer suicídio. |              |                             |               |               |                        |                           |